# 治癒系戀人
《治癒系戀人》（英語：Love is Panacea），2023年的中國大陸現代都市職業情感電視劇，改編自檸檬羽嫣小說《治癒者》。由優酷視頻製作，牟曉杰執導，羅雲熙、 章若楠領銜主演。於2022年8月16日在成都開機，計劃於成都及三亞拍攝。該劇12月5日在海南殺青。於2023年11月2日在央视八套 21:30首播。

## 劇情簡介
神經外科專家顧雲崢（羅雲熙 飾）在非洲執行援助任務時，遇到了身患罕見病的醫學少女蘇為安（章若楠 飾），二人在並肩作戰的過程中互生情愫，共同對抗亨廷頓舞蹈症並互相治癒的故事。

## 播出時間
| 頻道       | 所在地   | 日期          | 時間  | 備註 |
| 優酷視頻   | 中国大陆 | 2023年11月2日 | 20:00 | 全网独播，优酷会员首更4集；之后周一至周六每天更新2集，周日更新1集；非优酷会员首更1集，连更16天；11月20日起周一至周五每天更新1集 |
| CCTV-8     | 中国大陆 | 2023年11月2日 | 21:30 | 11月2日21:30起，两集连播（以实际播出为准）                                                                                      |
| myTV SUPER | 香港     | 2024年1月22日 |       | 週一至週五更新 |

## 演員列表

### 主要演員
| 演員   | 角色   | 介紹 |
| 羅雲熙 | 顧雲崢 | 年輕有為、專注堅韌，對待專業一絲不茍，謹慎而細緻，對待生活，也有著對於浪漫和激情的追求。在援非過程中，顧雲崢偶然結識患病少女蘇為安，兩人不打不相識。在得知蘇為安因攜帶罕見病基因而對生命絕望時，顧雲崢用自己的專業與愛給予蘇為安鼓勵與勇氣面對病痛，並且正視其寶貴有限的生命時光。 |
| 章若楠 | 蘇為安 | 攜帶罕見的亨丁頓舞蹈症基因的醫學生。在顧云崢的鼓勵和支持下，蘇為安鼓起勇氣，正視自己有限的寶貴生命時光，與顧云崢攜手投身亨廷頓舞蹈症的研究與攻克，雖經挫折仍不改初心。蘇為安因實驗遭遇意外離世後捐出遺體供科學研究。                                                               |

### 其他演員
| 演員   | 角色   | 介紹 |
| 魏千翔 | 杜云成 | 顧雲崢同父異母的哥哥、蘇為安的師兄，喜歡蘇為安。因爺爺與父親偏愛顧雲崢，總是拿他與顧雲崢比較，再加上蘇為安與顧雲崢愛意漸濃，所以視顧雲崢為競爭對手，強烈的嫉妒心使他不擇手段想贏過顧雲崢。 |
| 王奕婷 | 姜慕影 | 蘇為安的好閨蜜、方明凡的女友，獸醫系畢業。 |
| 錢迪迪 | 温冉   | 蘇為安大學時的朋友，是一個心機極深、自我中心的嬌嬌女，論文署名事件後，與蘇為安決裂。喜歡杜雲成，視蘇為安為眼中釘。                                                                         |
| 李家豪 | 方明凡 | 顧雲崢的徒弟、姜慕影的男朋友，個性耿直，有點不解風情。 |
| 趙夢姝 | 李菀桐 | 華仁醫院國際部心理醫生，擁有姣好面貌與優越學歷。抱著尋找完美基因的目的追求顧雲崢。 |

## 影视原声带
| 治愈系恋人 影视原声带 | 治愈系恋人 影视原声带 | 治愈系恋人 影视原声带 | 治愈系恋人 影视原声带 |
| 曲序                  | 曲目                  | 演唱                  | 时长                  |
| --------------------- | --------------------- | --------------------- | --------------------- |
| 1.                    | 迷途（主题曲）        | 周深                  | 3:46                  |
| 2.                    | 恋恋拾光（片头曲）    | 陈卓璇                | 4:00                  |
| 3.                    | 忘了也没关系（插曲）  | 余枫                  | 3:50                  |
| 4.                    | See-crets（插曲）     | 黄榕生                | 3:58                  |
| 5.                    | 等下个季节（插曲）    | 张羽涵                | 4:19                  |

## 原著小說
| 出版時間     | 書籍名稱   | 作者     | 出版社             | 國際標準書號       |
| 2019年4月1日 | 《治癒者》 | 檸檬羽嫣 | 江蘇鳳凰文藝出版社 | ISBN 9787559433572 |

## 宣傳活動
2022年8月15日，電視劇《愛情遇見達爾文》發佈概念海報。
 
2022年8月16日，電視劇《愛情遇見達爾文》公佈演員陣容與宣傳短片，同日，於四川成都舉辦開機儀式。
 

### 引用
1. ↑  . 四川在线. 2022-08-17  [2022-09-29]. （原始内容存档于2022-10-03）.
2. ↑  . QQ音乐. 2023-11-03  [2023-11-20]. （原始内容存档于2023-12-05）.
3. ↑  . m.weibo.cn.   [2022-08-20].
4. ↑  . m.weibo.cn.   [2022-08-20]. （原始内容存档于2022-08-20）.
5. ↑  . m.weibo.cn.   [2022-08-20]. （原始内容存档于2022-08-20）.
6. ↑  . m.weibo.cn.   [2022-08-20]. （原始内容存档于2022-08-20）.
7. ↑  . m.weibo.cn.   [2022-08-20]. （原始内容存档于2022-08-20）.

## 电视节目的变迁
| 马来西亚 astro AEC 星期一至五 19:00 - 20:00 | 马来西亚 astro AEC 星期一至五 19:00 - 20:00     | 马来西亚 astro AEC 星期一至五 19:00 - 20:00 |
| ------------------------------------------- | ----------------------------------------------- | ------------------------------------------- |
|                                             | 治愈系恋人 （2024年1月10日 - 2024年3月1日）     |                                             |
| 南风知我意 （2023年11月16日－2024年1月9日） | 欢迎来到麦乐村 （2024年3月4日 - 2024年4月19日） |                                             |

## 外部鏈接
- 愛情遇見達爾文廣電總局電視劇備案 （页面存档备份，存于）
- 電視劇《治癒系戀人》的新浪微博（简体中文）
- 豆瓣电影上《治癒系戀人》的資料 （简体中文）
- 互联网电影数据库（IMDb）上《治癒系戀人》的资料（英文）
- 在優酷上觀看《治癒系戀人 TV版 （页面存档备份，存于）》（简体中文）
- 在優酷上觀看《治癒系戀人 DVD版 （页面存档备份，存于）》（简体中文）
- 在YOUKU上觀看《治癒系戀人 （页面存档备份，存于）》（繁體中文）